# Casearia mexiae
Casearia mexiae é uma espécie de planta da família Salicaceae. É endémica do Equador. O seu natural habitat encontra-se em florestas montanhosas subtropicais ou tropicais húmidas.